# BMW-Werk München

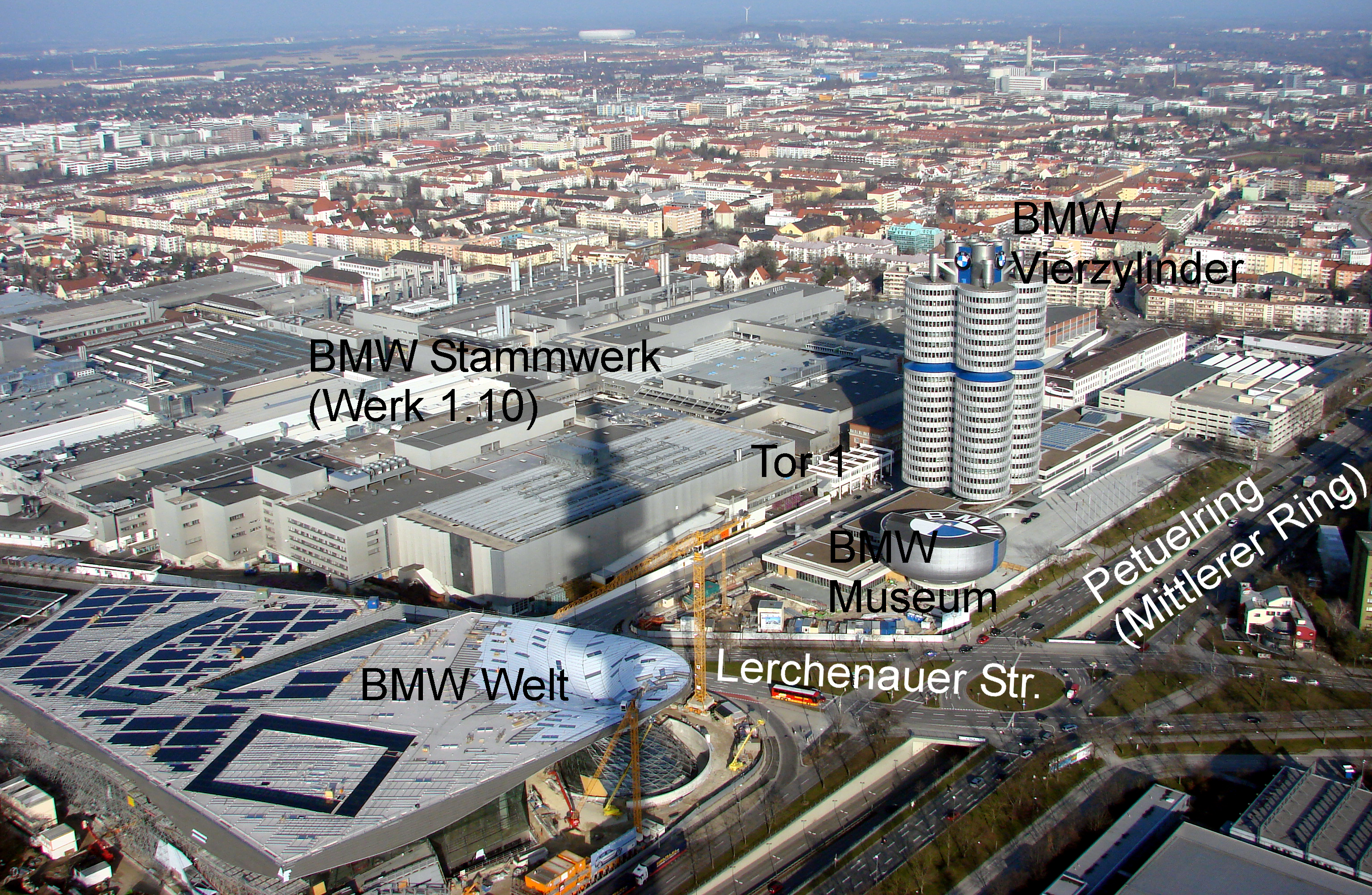
BMW in München (Übersicht)

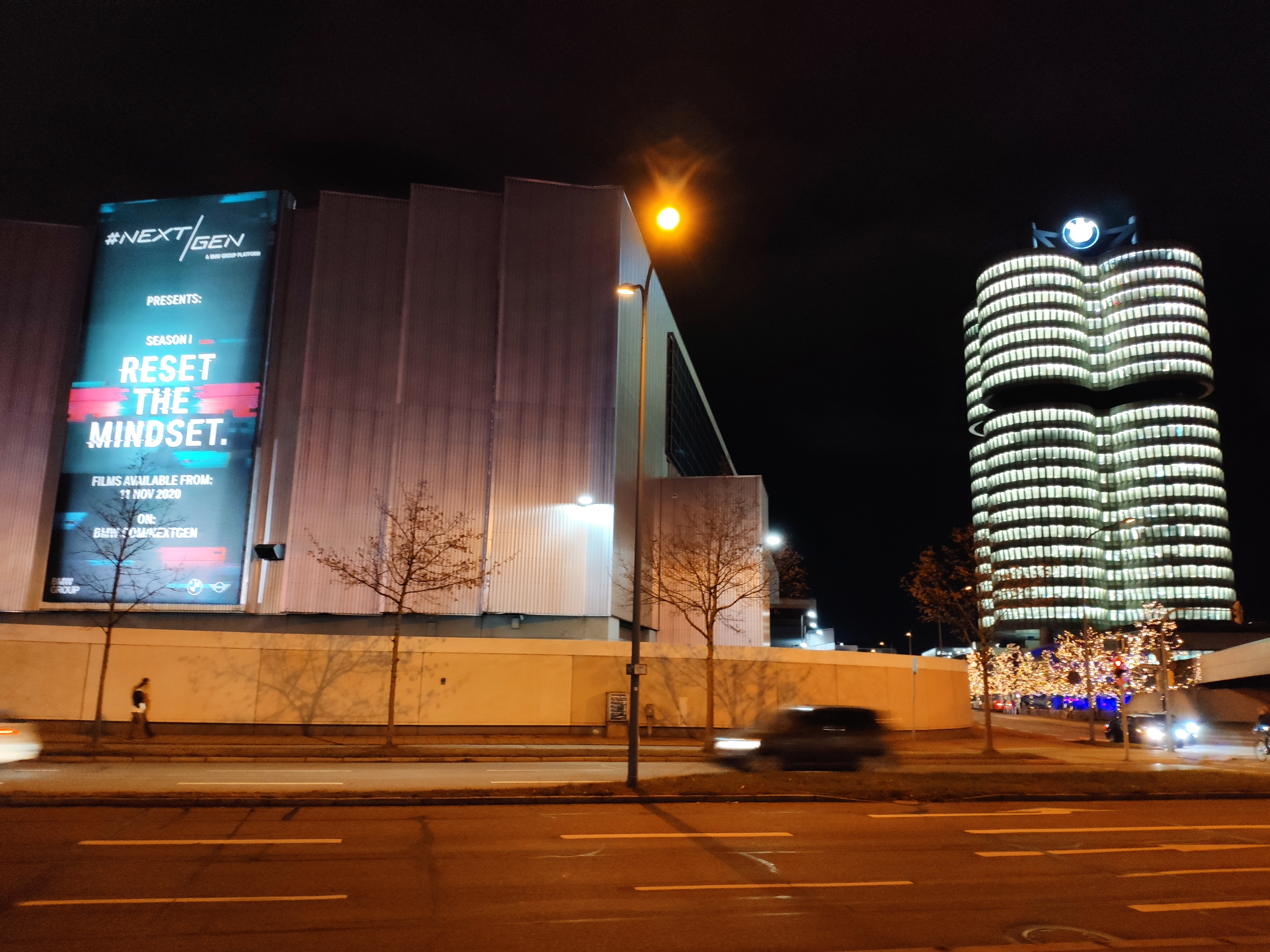
BMW-Werk nördlich des Vierzylinders

Das BMW-Werk München (heutige Eigenbezeichnung: BMW Group Werk München) ist das Stammwerk des Automobilherstellers BMW in der Landeshauptstadt München an der Lerchenauer Straße im Stadtteil Milbertshofen-Am Hart. Das direkt nördlich des BMW-Vierzylinders gelegene Werk befindet sich seit 1960 innerhalb eines Wohngebietes Am Riesenfeld.

## Produktion
Rund 7.800 Mitarbeiter aus mehr als 50 Ländern arbeiten an diesem Standort, davon etwa 850 Auszubildende. Pro Tag werden hier rund 950 Fahrzeuge der BMW 3er-Reihe (3er Limousine und Touring) und 4er-Reihe (Grand Coupé, dessen M- und elektrische i-Version) gebaut.
- 3er Limousine (G20)
- 3er Touring (G21)
- 4er Gran Coupe (G26)
- i4
- M3 (G80)
- M3 Touring (G81)[3]

## Geschichte

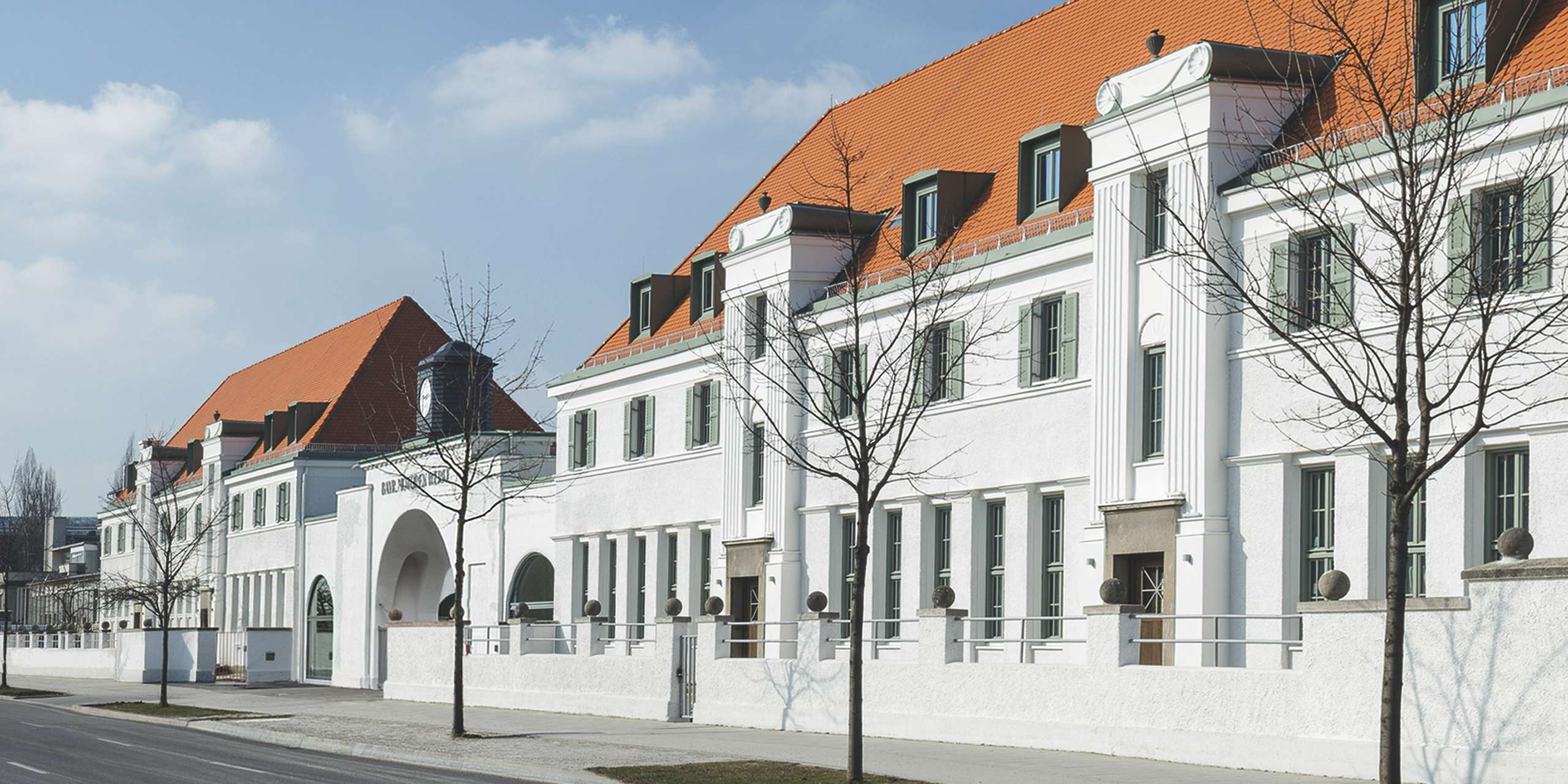
BMW Group Classic

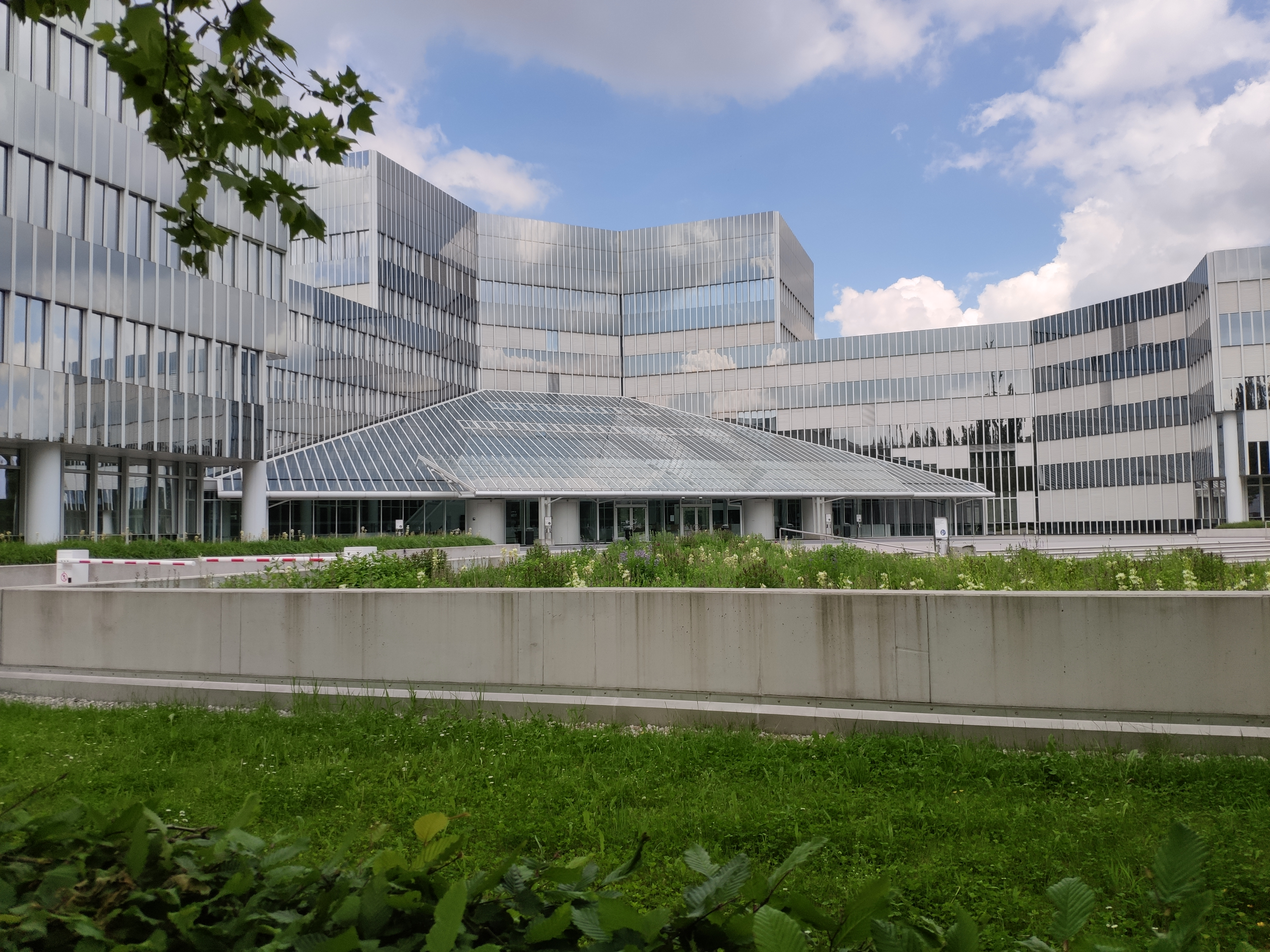
BMW FIZ

Die Ursprünge der BMW Produktion reichen bis in das Jahr 1917 zurück. Seit 1922 hat BMW seinen Stammsitz an der Lerchenauer Straße östlich des heutigen Olympiaparks. Zuerst wurden Flugmotoren gebaut, dann Motorräder und schließlich Automobile und Fahrzeugmotoren. Das BMW Group Werk München gehört heute zu den modernsten Werken Europas. Am angehängten Forschungs- und Innovationszentrum an der Knorrstraße wird an den Automobilen der Zukunft geforscht. In der Hanauer Straße 46 liegt BMW Forschung und Technik. Im November 2019 eröffnete BMW in der Detmoldstraße in der Lerchenau das Kompetenzzentrum Batteriezelle.
Zur Geschichte siehe auch: BMW Group Classic.